# Kéklábú susulyka
A kéklábú susulyka (Inocybe calamistrata) a susulykafélék családjába tartozó, Európában és Észak-Amerikában honos, erdőben élő, mérgező gombafaj.

## Megjelenése
A kéklábú susulyka kalapja 2–4 cm széles, eleinte harang alakú, majd domborúan kiterül, a kalap közepén néha csak alig észlelhető kis púppal. Alapszíne szürkésbarna, a közepe felé sötétebb; felületét sötétbarna, többé-kevésbé felkunkorodó pikkelyek borítják.
Húsa a kalapban és a tönk felső felében fiatalon fehéres, később barnás, sérülésre vörösödik; a tönk tövében zöldes. Szaga halra vagy spermára emlékeztet, íze nem jellegzetes vagy dohos, kellemetlen. 
Közepesen sűrű lemezei tönkhöz nőttek vagy kissé szabadon állók. Színük fahéjbarna vagy barnás, élük fehéres.
Tönkje 3–8 cm magas és 0,2–0,6 cm vastag. Alakja hengeres, egyenes vagy görbül. Felszíne száraz, szálas-pikkelyes. Színe barnás, a tövében kékeszölden színeződik.
Spórapora dohánybarna. Spórája: mandula alakú, sima, mérete 10–13,5 x 5–6 μm. 

### Hasonló fajok
A gyapjas susulyka, a borzas susulyka, az orsóspórás susulyka, a szakállas pereszke hasonlít hozzá.  

## Elterjedése és termőhelye
Európában és Észak-Amerikában honos. Magyarországon ritka. 
Lomb- és fenyőerdőkben él, tápanyagban gazdag, nedves talajon. Júniustól szeptemberig terem.

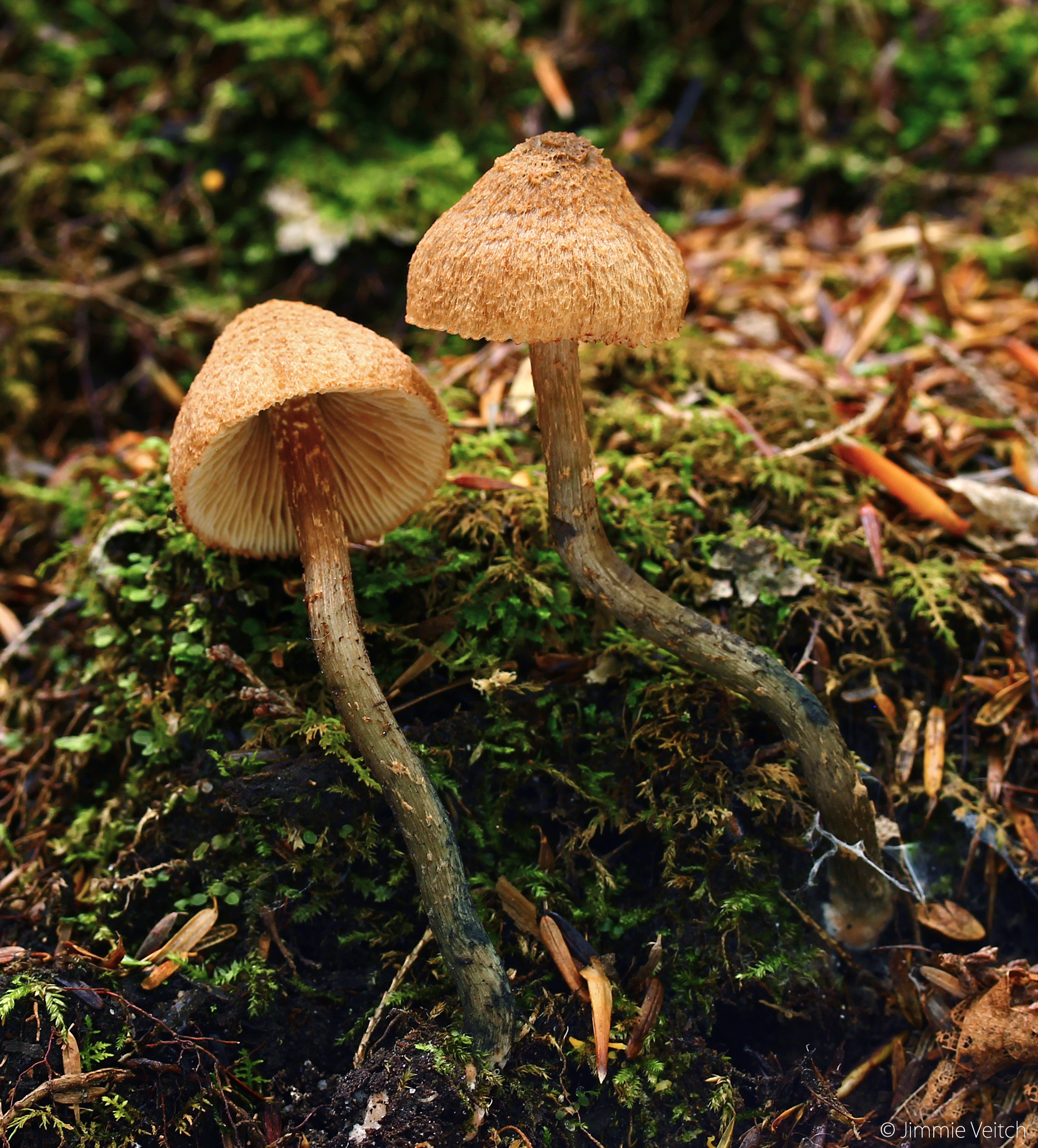
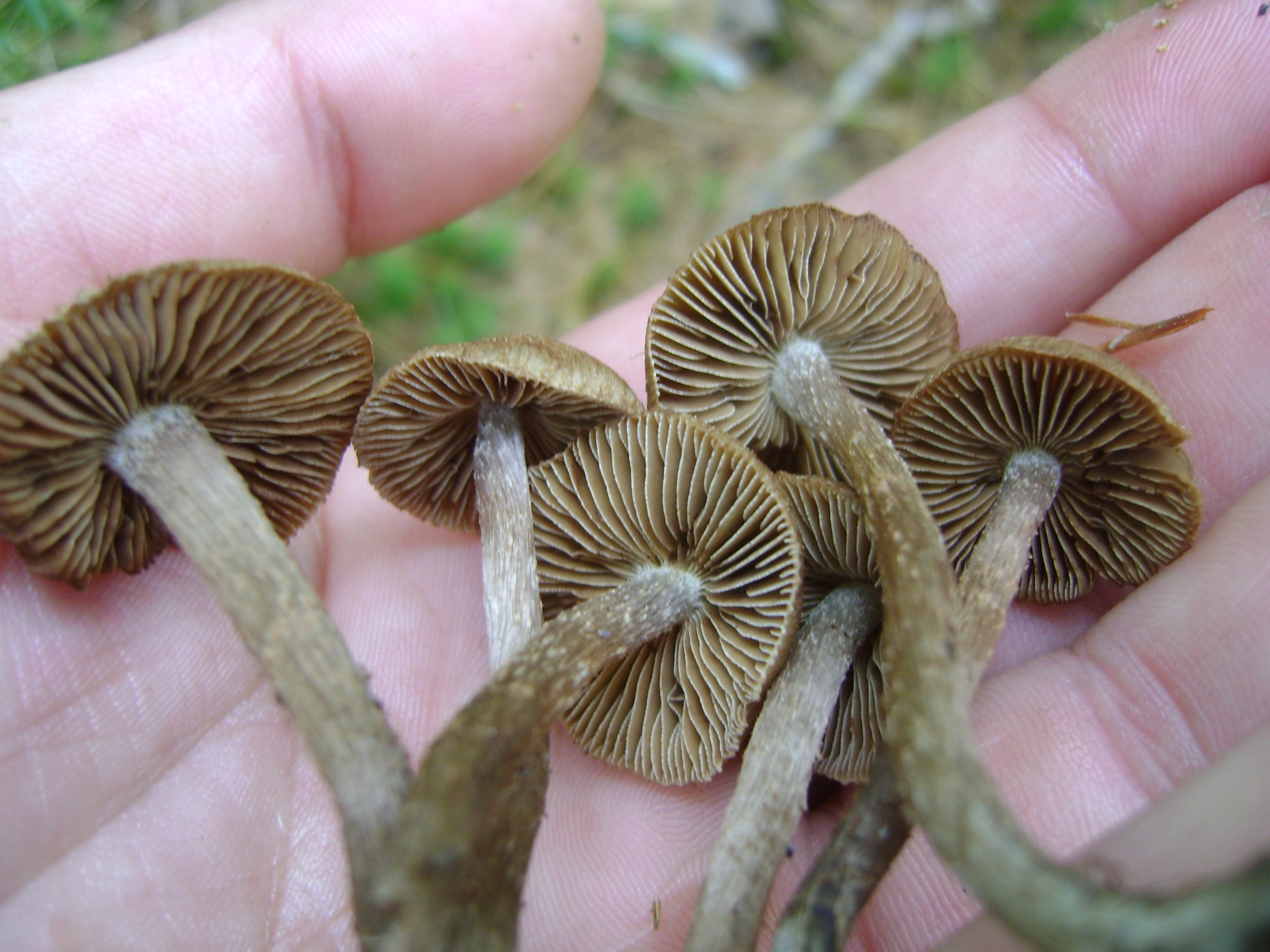
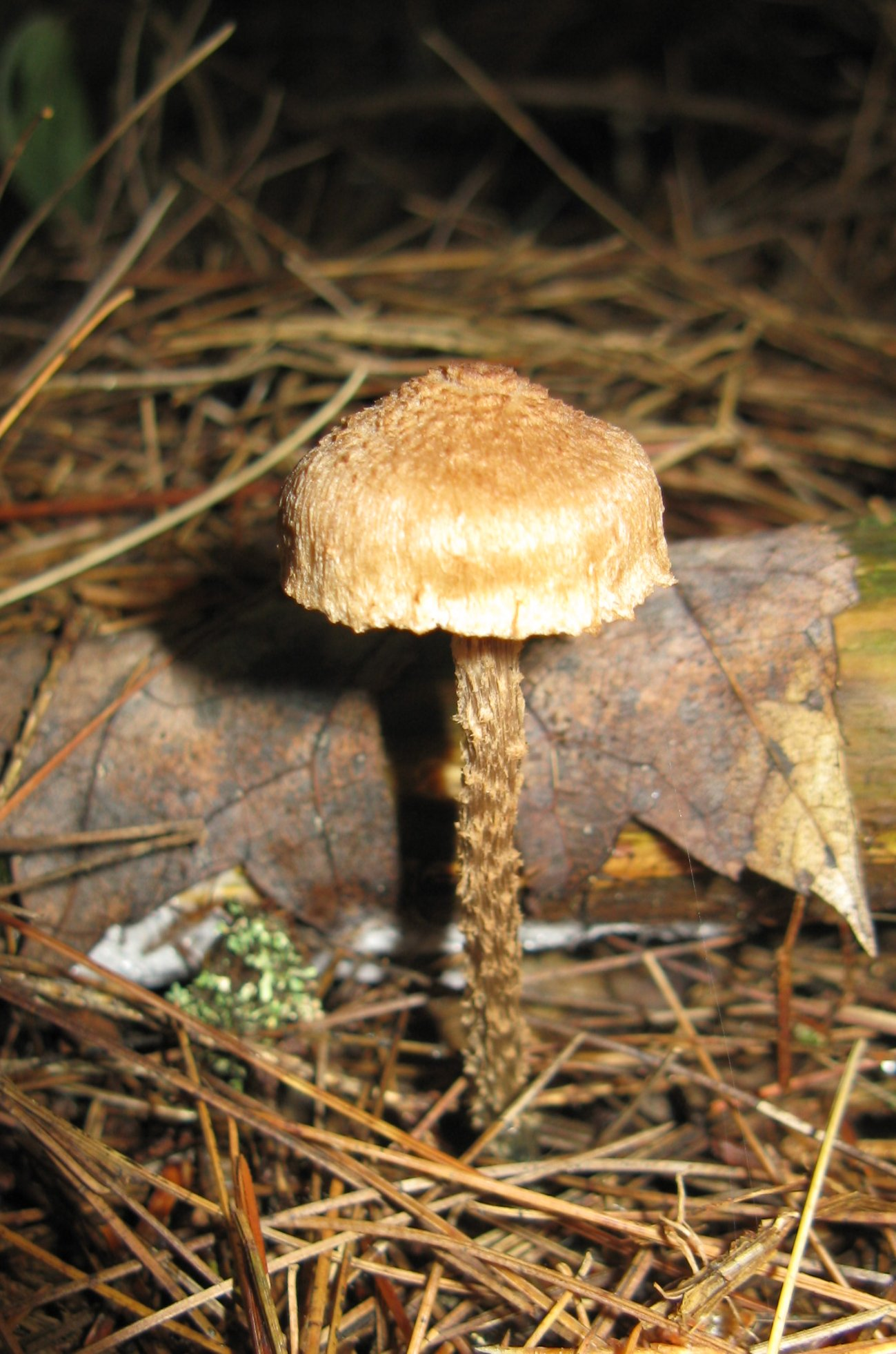
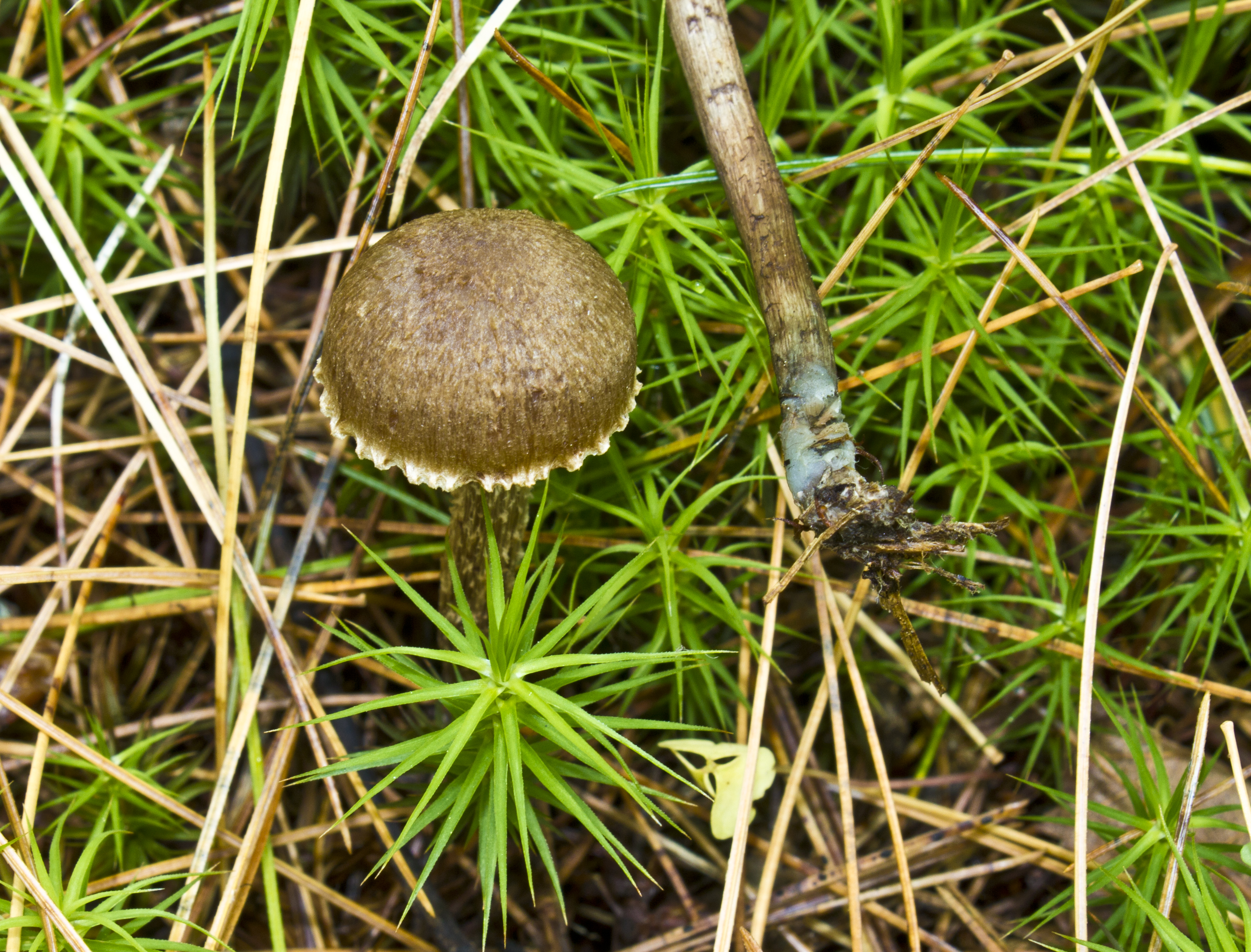
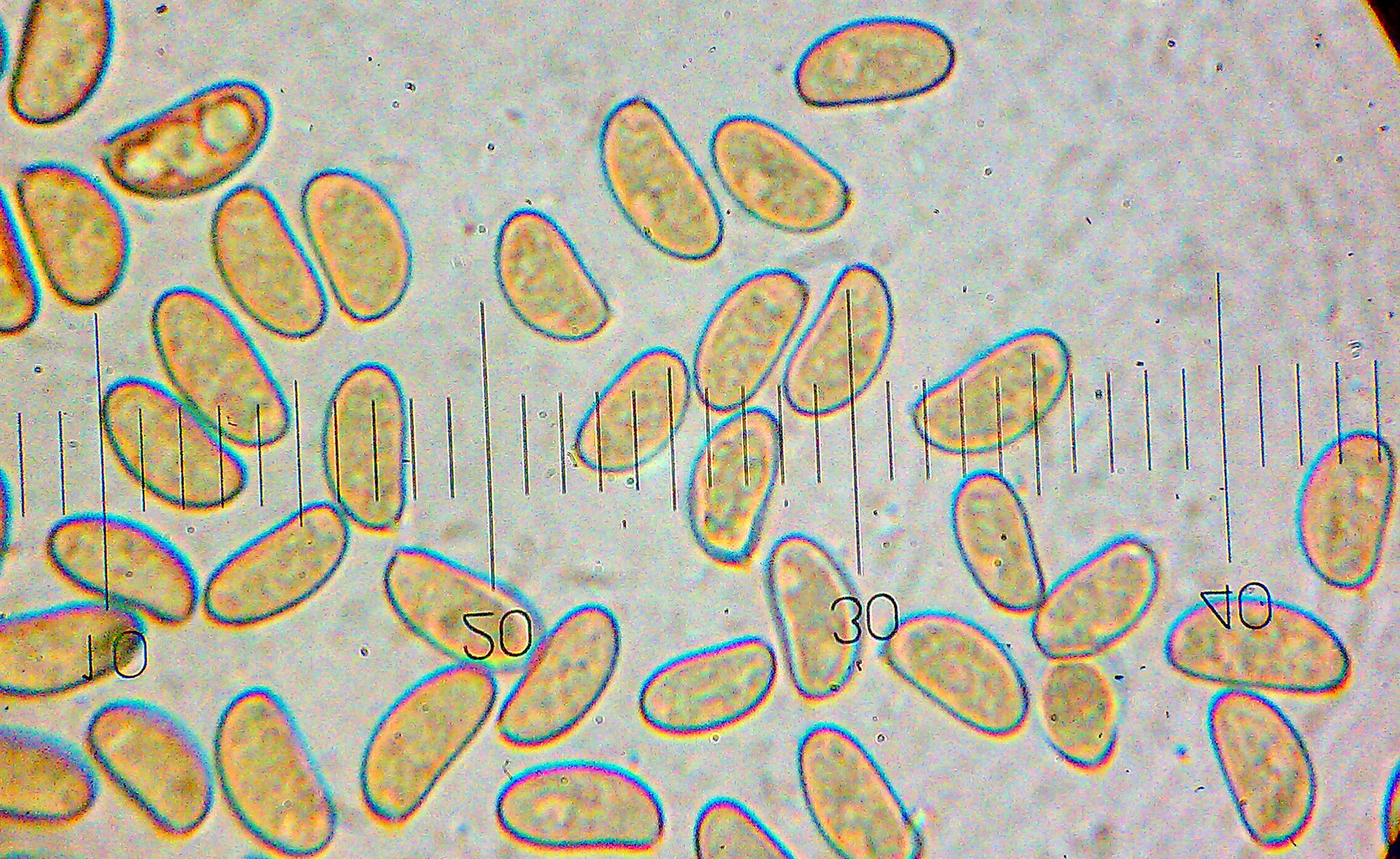

Mérgező.